# Bhrikuti

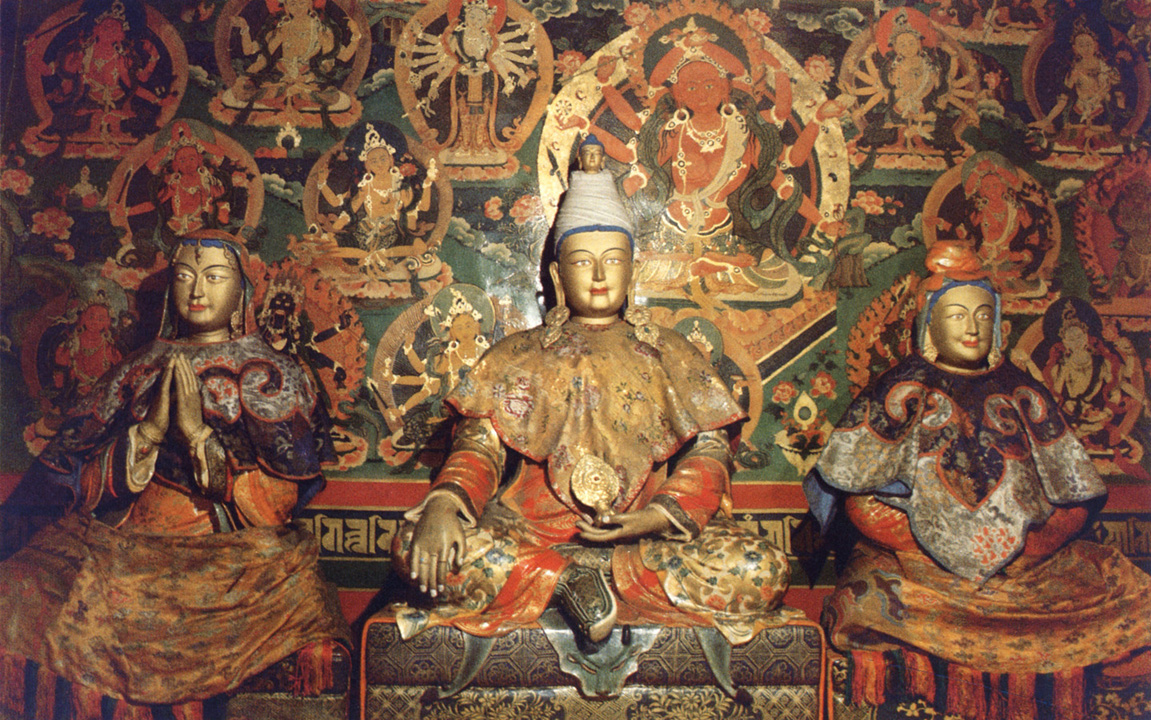
Songtsen Gampo mit seinen zwei Ehefrauen Wen Cheng (rechts) und Bhrikuti Devi (links)

Bhrikuti (tib.: bal mo bza khri btsun; auch: lha gcig bza khri btsun) war der tibetischen Überlieferung zufolge eine Prinzessin aus dem nepalesischen Königreich Licchavi, Tochter des Königs Aṃshuvarmā. Sie soll im 7. Jahrhundert n. Chr. neben Wen Cheng an König Songtsen Gampo vermählt worden sein. Der Überlieferung zufolge war Bhrikuti – auch als „Besa“ bekannt – eine überzeugte Buddhistin. In der Ikonographie wird sie zumeist als Aspekt der grünen Tara dargestellt.

## Buddhaaspekt
Prinzessin Bhrikuti soll der Überlieferung nach gravierend an der Verbreitung des Buddhismus in Tibet beteiligt gewesen sein. Im Zentrum von Tibets Hauptstadt Lhasa gründete sie den Johkang-Tempel.
Bhrikuti, die „gelbe Befreierin“, auch „Göttin des Stirnrunzelns“ (tibetisch: Tonyer Tschenma; Sanskrit: Vasudhārā) ist ein Buddhaaspekt.
Der Legende nach wurde sie geboren aus einem Stirnrunzeln Avalokiteshvaras/Chenrezigs und sie verkörpert den Aspekt des Jähzorns. Häufig gilt sie auch als die Emanation des Amitabha, in sowohl friedvollen als auch zornvollen Aspekten.
Während sie in Japan als Bodhisattva gilt, steht sie im tibetischen Buddhismus für die zornvollen Aspekte der grünen Tara.
Ihr Mantra lautet:
OM tare tuttare ture pushtim kuru OM
Von Anhängern des tibetischen Buddhismus wird vor dem Gebrauch von Mantras gewarnt, wenn der Praktizierende noch keine entsprechende Einweihung oder Bevollmächtigung hat. Deshalb werden diese Mantras auch erst bei den rituellen Einweihungen genannt und mit ihnen praktiziert.
Es wird, wie im tibetischen Buddhismus üblich, nur von einem Lama durch Lung oder Einweihung weitergegeben. Im tibetischen Buddhismus werden nur Mantras von Buddhaaspekten aus der Lotusfamilie ohne Einweihung oder Bevollmächtigung frei weitergegeben. Deshalb werden Mantras gewöhnlich erst bei den rituellen Einweihungen genannt und mit ihnen praktiziert.

## Darstellung
Bhrikuti wird dargestellt mit gelber Körperfarbe, ein- oder mehrköpfig und mit bis zu acht Armen. Ihre wichtigsten Attribute sind Kalasha, Dreizack und Mala. Zumeist hat sie einen Kopf und vier Arme; die rechten halten eine Lotusblüte und einen Rosenzweig, die linken einen Dreizack und eine Vase.
Auf ihrer Stirn hat sie das senkrechte Weisheitsauge.
- Als Khadivarani-Tara wird sie sitzend dargestellt, ihre Hände halten den Stängel eines blauen Lotus,
- als Vajra-Tara mit vier Köpfen und acht Armen hält sie Vajra, Pfeil, Schneckenhorn, Lotus, Bogen, Elefantenhaut und Mala,
- und als Janguli-Tara mit drei Köpfen und sechs Armen hält sie ausschließlich tantrische Symbole in den Händen.